# Vârtop
Vârtop é uma comuna romena localizada no distrito de Dolj, na região de Oltênia. A comuna possui uma área de 32.19 km² e sua população era de 1626 habitantes segundo o censo de 2007.